# رضا معظمی گودرزی
رضا معظمی گودرزی (زادهٔ ۱ دی ۱۳۷۸ – درگذشتهٔ ۲۶ آبان ۱۳۹۸ در شهریار) یکی از کشته‌شدگان اعتراضات آبان ۱۳۹۸ ایران بود.

## زندگی
رضا معظمی گودرزی، ۱ دی ۱۳۷۸ متولد شد. پدرش از ۱۷ سالگی در جنگ ایران و عراق حضور داشت. رضا معظمی گودرزی به همراه خانواده در کرج زندگی می‌کرد. او به ورزش علاقه داشت و مربی اسکیت بود.

## کشته شدن
رضا معظمی گودرزی در ۲۶ آبان ۱۳۹۸، سومین روز از اعتراضات مردمی به افزایش قیمت بنزین، حدود ساعت ۹ و ۳۰ دقیقه شب، در مسیر بازگشت از سالن ورزشی، در تقاطع خیابان یکم شرقی فاز یک اندیشه با اصابت گلولهٔ تک‌تیرانداز، از ناحیهٔ کمر مجروح شد و به بیمارستان منتقل شد. در بیمارستان تأمین اجتماعیِ شهرک اداری، «پانسمان معمولی» برای وی انجام می‌شود. او تا حدود ساعت ۲ بعد از نیمه‌شب روی تخت بیمارستان بود و با وجود خواهش و درخواست‌های خانواده، کادر بیمارستان از بردن وی به اتاق عمل، به دلیل «نبودن جا» امتناع نمودند. اجازهٔ انتقال به بیمارستان دیگر نیز به خانواده داده نشد. پس از آن به اتاق عمل برده شد اما ظاهراً عملی جز جداسازی اعضایش به جهتِ پیوند، انجام نمی‌شود. رضا معظمی گودرزی در سن ۱۸ سالگی کارت اهداء عضو دریافت کرده بود. اعضای بدن او پس از مرگ اهداء شد.
پیکر رضا معظمی گودرزی، در روستایی در حوالی بروجرد به خاک سپرده شد.

## حواشی
- تحویل پیکر رضا معظمی گودرزی، با شرط عدم برگزاری مراسم تشیع و ترحیم و انتقال به یکی از روستاهای اطرافِ بروجرد صورت گرفت.[۱۲][۱۳]
- برای تحویل پیکر رضا معظمی گودرزی، از خانواده امضایی مبنی بر عدم شکایت از دولت گرفته شد.[۱]
- به گفتهٔ مادر رضا معظمی گودرزی، او دوست داشت تولد ۲۰ سالگیش «خیلی خاص» باشد.[۶]
- مراسم شب یلدا همزمان با تولد ۲۰ سالگی رضا معظمی گودرزی، در غروب ۳۰ آذر ۱۳۹۸، توسط خانواده بر مزارش برگزار شد.[۱۴]
- رضا معظمی گودرزی روی برگه‌ای که پس از درگذشتش توسط مادرش پیدا شد، از آرزوهایش نوشته بود و در آخر از خدا تشکر کرده بود.[۶]
- مراسم چهلم درگذشت رضا معظمی گودرزی در کنار مزارش برگزار شد و ویدئویی از مراسم در فضای مجازی منتشر شد.[۱۵]
- به گفتهٔ مادر رضا معظمی گودرزی، با گذشت ۸ ماه از این اتفاق، هیچ مسئولی به جهت یافتن قاتل فرزندش، یا دلیل کشتن او، پاسخگوی خانواده نبوده است.[۶]
- مادر رضا معظمی گودرزی در ویدئویی ضمن شرح حادثه، خواهانِ آزادی ۳ جوان معترض آبان ۹۸؛ امیرحسین مرادی، سعید تمجیدی و محمد رجبی که حکم اعدام آنان به تأیید رسیده است، شد.[۶]